# Adolf Hopmann

Adolf Hopmann

Adolf Wilhelm Hopmann (* 18. August 1856 in Bonn; † 21. Juli 1909 in Köln-Braunsfeld) war ein deutscher Unternehmer und Kommunalpolitiker, der als Beigeordneter der Stadt Werden wirkte.

## Leben
Adolf Hopmann wurde als Sohn eines Rechtsanwalts geboren. Er war Mitinhaber der bereits 1815 gegründeten Tuchfabrik Gebr. Wiese in Werden. Zudem wurde er 1890 Vorstandsmitglied der Sparkasse Werden und 1893 deren Vorsitzender. 1898 wurde er Vorstandsmitglied der Werdener Gas-Aktiengesellschaft.
Hopmann war von 1890 bis 1909 unbesoldeter 1. Beigeordneter der bis 1929 selbständigen Stadt Werden. Während der langjährigen Krankheit des Bürgermeisters Johann Emil Trapp machte er sich um die Stadt Werden verdient. Zudem war er ab 1899 Kreistagsabgeordneter.
Am 5. September 1883 wurde in Werden sein Sohn Carl Hopmann († 31. Dezember 1971 in Essen) geboren, der spätere Päpstliche Geheimkämmerer und Rektor des Essener Elisabeth-Krankenhauses.
Adolf Hopmann wurde auf dem Friedhof Essen-Werden I an der Dückerstraße beigesetzt.
1971 wurde in Essen-Werden die Adolf-Hopmann-Straße nach ihm benannt.